# Ustrzyki Dolne
Ustrzyki Dolne jsou město v Polsku v Podkarpatském vojvodství. Je správním střediskem okresu Bieszczady a stejnojmenné městsko-vesnické gminy. Nachází se blízko hranice s Ukrajinou, asi 108 km jihovýchodně od Řešova, 251 km jihovýchodně od Krakova a asi 433 km jihovýchodně od Varšavy. V roce 2024 zde žilo 8 410 obyvatel.
Město bylo založeno v roce 1497. Městská práva obdržely Ustrzyki Dolne v roce 1727.
Město leží na řece Strwiąż, která nedaleko města pramení a ústí na Ukrajině do Dněstru. Nachází se zde kostel Nejsvětější Panny Marie Královny Polska, řeckokatolický kostel a synagoga.
Sousedními městy jsou Lesko v Polsku a Chyriv na Ukrajině.